# Obatala armata
Obatala armata là một chi đơn loài nhện trong họ Amaurobiidae. Chúng được Pekka T. Lehtinen miêu tả năm 1967, và chỉ được tìm thấy ở Nam Phi.